# Locotenentul Bullitt

Locotenentul Bullitt, difuzat uneori și sub titlul Bullitt, (titlul original: în engleză Bullitt) este un film polițist american din 1968, regizat de Peter Yates și distribuit de Warner Bros.. Rolurile principale au fost interpretate de Steve McQueen, Jacqueline Bisset și Robert Vaughn. Povestea a fost adaptată pentru ecran de Alan Trustman și Harry Kleiner, după romanul Mute Witness (1963) al lui Robert L. Fish, un pseudonim al lui Robert L. Pike. Lalo Schifrin a scris muzica filmului inspirată de jazz. Robert Duvall are un mic rol ca un taximetrist care-i oferă informații lui McQueen.
Lansat la 17 octombrie 1968, filmul a fost un succes critic și de box office, obținând mai târziu Premiul Oscar pentru cel mai bun montaj (Frank P. Keller) și primind o nominalizare pentru cel mai bun sunet. Scriitorii Trustman și Kleiner au câștigat Premiul Edgar în 1969 din partea Mystery Writers of America pentru cel mai bun scenariu de film. Filmul este notabil pentru scena de urmărire de mașini pe străzile din San Francisco, considerată ca una dintre cele mai celebre scene de urmăriri de mașini din istoria filmului.   
În 2007, Bullitt a fost selectat pentru păstrarea în National Film Registry al SUA de către Biblioteca Congresului ca fiind „semnificativ din punct de vedere cultural, istoric sau estetic”.

## Rezumat
Ambițiosul politician Walter Chalmers (Robert Vaughn) urmează să aibă o audiere la San Francisco în cadrul unui subcomitet al Senatului pe tema crimei organizate din America. Pentru a-și îmbunătăți statutul politic, Chalmers speră să-l acuze pe mafiotul Pete Ross (Vic Tayback) din Chicago, cu ajutorul martorului-cheie Johnny Ross (Pat Renella), fratele lui Pete. Bullitt are loc în week-end-ul de dinainte de audiere, începând din noaptea de vineri și până în noaptea de duminică.
După furtul a 2 milioane de dolari din banii mafiei și fuga ulterioară din Chicago către San Francisco, Johnny este plasat în custodia poliției din San Francisco pentru week-end. Chalmers cere ca martorul să fie păzit de unitatea locotenentului Frank Bullitt (Steve McQueen).
Bullitt, sergentul Delgetti (Don Gordon) și detectivul Carl Stanton (Carl Reindel) îl păzesc prin rotație la Hotelul Daniels, un hotel ieftin de lângă Autostrada Embarcadero. Târziu în noapte, Ross scoate în mod inexplicabil lanțul de la ușa camerei de hotel (fără ca Stanton să-l vadă) și, câteva secunde mai târziu, o echipă de pistolari (Paul Genge și șoferul cascador Bill Hickman) năvălește în cameră și-i împușcă pe detectivul Stanton și pe Ross, rănindu-i grav pe amândoi.
Bullitt face investigații pentru a descoperi cine a tras și află că atacul fusese ordonat de liderul Mafiei. Supărat, Chalmers încearcă să dea vina pe Bullitt și pe poliția din San Francisco. Ross moare ulterior ca urmare a rănilor. Bullitt ascunde vestea morții, cerând medicului Willard (Georg Stanford Brown) să „modifice” raportul și să transporte corpul la morgă sub o identitate necunoscută.
Chalmers ajunge la spital în dimineața zilei de duminică și este supărat că Ross a dispărut. El este înfuriat atunci când el și căpitanul de poliție Baker (Norman Fell) nu primesc nici un ajutor de la Bullitt. Chalmers îl presează pe Bullitt să-i spună unde se află Ross, dar fără nici un efect. După ce urcă în mașina Ford Mustang, Bullitt este urmărit de cei doi pistolari, rezultând o cursă auto celebră în care pistolarii sunt uciși într-un accident. Revenit la secția de poliție, Bullitt este interogat și i se dă termen până luni dimineață pentru a rezolva problema.
Bullitt reface mișcările lui Ross, găsind soferul de taxi care l-a adus la hotel. Taximetristul îi spune că Ross a dat un telefon interurban, precum și un apel local de la un telefon public înainte de a veni la hotel. Apelul local a fost dat la un hotel diferit. Bullitt reface drumul său spre acel hotel, unde găsește o femeie înregistrată sub numele de Dorothy Simmons (Brandy Carroll), care și ea a fost ucisă. Se părea că mafia din Chicago a ucis doar un complice în timp ce-l urmărea pe Ross. Cu toate acestea, examinându-i bagajele (care fuseseră trimise de la aeroport), Bullitt face progrese în acest caz.
În timp ce inspecta bagajele femeii decedate, Bullitt și Delgetti găsesc indicii care-l fac pe Bullitt să suspecteze că mafiotul mort nu era cine părea să fie. Bagajele lui Dorothy Simmons conținea două coperți de pașapoarte și de bilete de avion (ambele goale), două seturi de haine noi și de articole de toaletă pentru un bărbat și o femeie, două broșuri de la o agenție de turism internațional de la Chicago (în una se făcea reclamă la un pachet de vacanță pentru Roma) și, ascunse în buzunarele celor două seturi de îmbrăcăminte, două seturi de cecuri de călătorie, pentru aproape 100.000 de dolari fiecare. Un set fusese semnat de Dorothy Rennick, iar celălalt de soțul ei, Albert Rennick. Bullitt tocmai a rezolvat cazul. El suspectează că a avut loc o substituire de persoane. El îi spune lui Delgetti să contacteze Serviciul de Imigrări din Chicago, pentru a obține cererilor pentru pașapoarte ale lui Albert și Dorothy Rennick, cu fotografiile lor.
Odată ce face rost de aceste informații, Bullitt își dă seama că adevăratul Johnny Ross i-a angajat pe soții Rennick, pregătindu-i o identitate falsă lui Albert (ca Johnny Ross); în acest timp, el (Johnny Ross) i-a plătit pe aceștia să fugă din țară sub numele și identitățile lor reale. Deoarece soții Rennick nu aveau cazier, ei știau de Ross din afacerea sa legală de contabil în Chicago. Nici Albert și nici Dorothy nu au avut nicio idee ce planuri avea Ross pentru ei.
După ce Chalmers a ajuns la morgă, el i-a cerut lui Bullitt să semneze o declarație că Ross a murit în timp ce se afla în custodia lui. Bullitt evită și atunci când ajunge copia prin fax a fotografiilor de pașaport ale soților Rennick, se dovedește că Chalmers a trimis poliția să protejeze omul greșit. Frații Ross (Johnny și Peter) au plănuit ca Albert Rennick să fie ucis ca "Johnny Ross", astfel încât radevăratul Johnny Ross să scape de pedeapsa cu moartea pronunțată împotriva lui de mafie și astfel să nu fie nevoit să fugă pentru tot restul vieții sale. Johnny a ucis-o apoi pe Dorothy Rennick pentru a o reduce la tăcere.
Albert Rennick s-a plimbat prin San Francisco, prezentându-se ca "Johnny Ross" din Chicago, permițând ca Johnny Ross să fie ucis, așa cum dorea mafia din Chicago. Dorothy Rennick a fost și ea ucisă cu doar câteva ore înainte de zborul lui Rennick către Roma. Ross a avut un plan perfect, din moment ce el avea de gând să schimbe oricum biletul lui Albert Rennick pentru un zbor către Londra ca Albert Rennick.
La aeroport, Bullitt realizează schimbul de identități pe care Ross plănuia să-l folosească. După ce nu găsește niciun Ross sau Rennick în cursa de Roma, Bullitt presupune că Ross a făcut o rezervare la un alt zbor internațional care avea loc în același timp. Această presupunere se dovedește a fi corectă. Bullitt descoperă că adevăratul Johnny Ross se înregistrase în ultimul moment la un alt zbor (o cursă pentru Londra), schimbându-și biletul către Roma. Are loc o urmărire de-a lungul pistelor de la aeroportul din San Francisco, iar în cele din urmă Bullitt îl împușcă mortal pe Ross în terminal.

## Distribuție
| - Steve McQueen - Bullitt - Jacqueline Bisset - Cathy - Robert Vaughn - Chalmers - Don Gordon - Delgetti - Simon Oakland - căpitanul Bennet - Norman Fell - Baker - Robert Duvall - Weissberg (taximetristul) | - Georg Stanford Brown - Dr. Willard - Justin Tarr - Eddy - Carl Reindel - Carl Stanton - Felice Orlandi - Renick - Vic Tayback - Pete Ross - Robert Lipton - primul ajutor | - Ed Peck - Westcott - Pat Renella - John Ross - Paul Genge - Mike - John Aprea - ucigașul - Al Checco - funcționarul de la birou - Bill Hickman - Phil |

## Recepție

### Box office
Filmul a avut parte de recenzii critice laudative și de succes la casele de bilete. Produs cu un buget de 5,5 milioane $, el a avut încasări de peste 42,3 milioane $ în Statele Unite ale Americii , făcându-l al 4-lea film din 1968, după valoarea încasărilor.

### Aprecieri critice
Bullitt a fost bine primit de critici și este considerat de unii ca fiind unul dintre cele mai bune filme ale anului 1968. Renata Adler a făcut o recenzie pentru New York Times, saying its a "film extraordinar, în special pentru rapiditatea lui Steve McQueen, bine interpretat"; potrivit lui Adler, "sfârșitul ar trebui să-i satisfacă pe fanii de la Dragnet la Camus."
Printre criticii secolului al XXI-lea, el are un rating de 97% "proaspăt" pe Rotten Tomatoes, reprezentând recenzii pozitive din partea a 32 din cei 33 de critici în octombrie 2011.  În 2004, The New York Times a plasat filmul pe lista celor mai bune 1000 de filme realizate vreodată. În 2011, revista Time l-a inclus în lista "The 15 Greatest Movie Car Chases of All Time", descriind cursa de mașini ca "singura, prima, bunica, cursa din topul al aproape fiecărei liste", și afirmând că "urmărirea de mașini din Bullitt este o scenă memorabilă care este un triumf al montajului așa cum este și activitatea cascadorilor. În mod natural, el a câștigat Premiul Oscar pentru cel mai bun montaj din acel an".

### Premii și onoruri
Filmul a fost nominalizat și a câștigat mai multe premii. Frank P. Keller a câștigat Premiul Oscar pentru cel mai bun montaj. Filmul a fost nominalizat și pentru cel mai bun sunet. Bullitt a fost nominalizat și la câteva premii BAFTA, inclusiv cel mai bun regizor pentru Peter Yates, cel mai bun actor în rol secundar pentru Robert Vaughn, cea mai bună imagine pentru William A. Fraker, cel mai bun montaj pentru Frank P. Keller și cel mai bun sunet. Keller a câștigat, de asemenea, Premiul Eddie al American Cinema Editors pentru cel mai bun montaj de film. Filmul a fost distins cu Premiul National Society of Film Critics pentru cea mai bună imagine (William A. Fraker) și Premiul Golden Reel pentru cea mai bună editare de sunet. Filmul a avut succes și la Premiile Laurel din 1970. El a câștigat locul 2 la premiile Golden Laurel pentru cel mai bun film de acțiune, cea mai bună interpretare de acțiune (Steve McQueen) și cea mai bună actriță nouă (Jacqueline Bisset). 
Listele American Film Institute
- AFI's 100 Years...100 Movies – nominalizat
- AFI's 100 Years...100 Heroes and Villains:
  - Det. Lt. Frank Bullitt – nominalizat ca Hero
- AFI's 100 Years...100 Thrills - #36
- AFI's 100 Years of Film Scores – nominalizat